# Five Iron Frenzy
Five Iron Frenzy es una banda procedente de Denver, Colorado (EE. UU.) que técnicamente se engloba en el género musical Ska de la tercera oleada (mediados de los 90). No obstante una de las características de esta peculiar banda es su tendencia a experimentar/mezclar diversos estilos con resultados asombrosos: ska tradicional, reggae, rock and roll, hardcore/punk, thrash/metal, pachanga, rap... 
Five Iron Frenzy fue uno de los aparentemente miles de ska-punk que dominó el post-grunge-rock convencional moderna escena de finales de los 90. El grupo - compuesto por Reese Roper (voz), Miqueas Ortega (guitarra), Scott Kerr (guitarra y coros), Keith Hoerig (bajo), Andrew Verdecchio (batería), Dannis Culp (trombón, coros), Leanor " Jeff "Ortega (saxofón) y Nathanael" Brad "Dunham (trompeta) - se formó en Denver durante los años 90. Después de unos años de Tocando constantemente, la banda atrajo a un público regional fuerte y su álbum debut de 1996, y Upbeats Beatdowns, se convirtió en un éxito local. El registro llevado a un interés importante sello, y la banda firmó con la subsidiaria de Time Warner SaraBellum en 1997. Upbeats SaraBellum reeditado & Beatdowns en la primavera, allanando el camino para la liberación en noviembre de nuestros más recientes Album Ever!, El segundo álbum de la banda. La prueba en vivo que los jóvenes son Revolting seguido en 1999, y un año después de Five Iron Frenzy regresó con el álbum de estudio ~ Stephen Thomas Erlewine, All Music Guide.
Dos son los rasgos que caracterizan a FIF:
1. Tendencias cristianas. Todos los miembros de la banda son de religión cristiana y muchas de sus canciones, la mayoría, son de alabanza. No obstante distan mucho de ser el tipo de música que puede escucharse en una iglesia.
2. Presencia escénica. Además de cristianos, los miembros de la banda son DIVERTIDOS y realizan toda clase de gags y chistes sobre el escenario (disfrazados con cierta frecuencia).

## Discografía

### Álbumes de estudio
- 1996: Upbeats and Beatdowns
- 1997: Our Newest Album Ever!
- 2000: All the Hype That Money Can Buy
- 2001: Five Iron Frenzy 2: Electric Boogaloo
- 2003: The End Is Here
- 2013: Engine of a Million Plots